# Кабас-Лумасес
Каба́с-Лумасе́с (фр. Cabas-Loumassès) — коммуна во Франции, находится в регионе Юг — Пиренеи. Департамент — Жер. Входит в состав кантона Масёб. Округ коммуны — Миранд.
Код INSEE коммуны — 32067.

## География
Коммуна расположена приблизительно в 630 км к югу от Парижа, в 75 км западнее Тулузы, в 33 км к югу от Оша.
По территории коммуны протекает река Арратс.

## Климат
Климат умеренно-океанический. Лето жаркое и немного дождливое, температура часто превышает 35 °С. Зимой часто бывает отрицательная температура и ночные заморозки. Годовое количество осадков — 700—900 мм.

## Население
Население коммуны на 2010 год составляло 51 человек.
| 1962 | 1968 | 1975 | 1982 | 1990 | 1999 | 2010 |
| ---- | ---- | ---- | ---- | ---- | ---- | ---- |
| 83   | 90   | 83   | 72   | 56   | 50   | 51   |

## Администрация
| Период | Период | Фамилия      | Партия        | Примечания |
| ------ | ------ | ------------ | ------------- | ---------- |
| 2001   | 2020   | Анри Сумейан | Разные правые |            |

## Экономика
В 2010 году среди 31 человека трудоспособного возраста (15-64 лет) 20 были экономически активными, 11 — неактивными (показатель активности — 64,5 %, в 1999 году было 77,3 %). Из 20 активных жителей работали 19 человек (12 мужчин и 7 женщин), безработной была 1 женщина. Среди 11 неактивных 4 человека были учениками или студентами, 6 — пенсионерами, 1 был неактивным по другим причинам.

## Фотогалерея

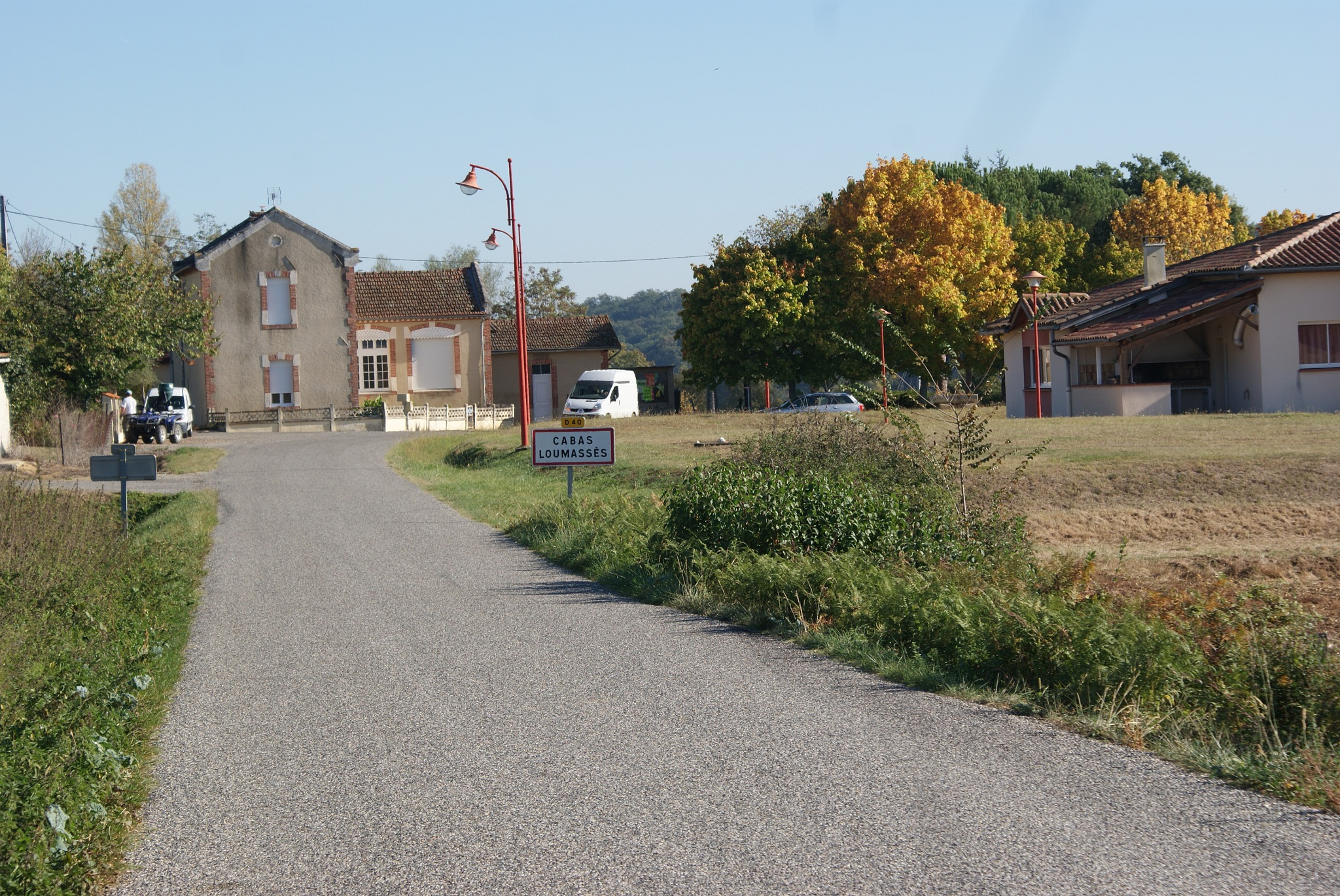
Въезд в Кабас-Лумасес
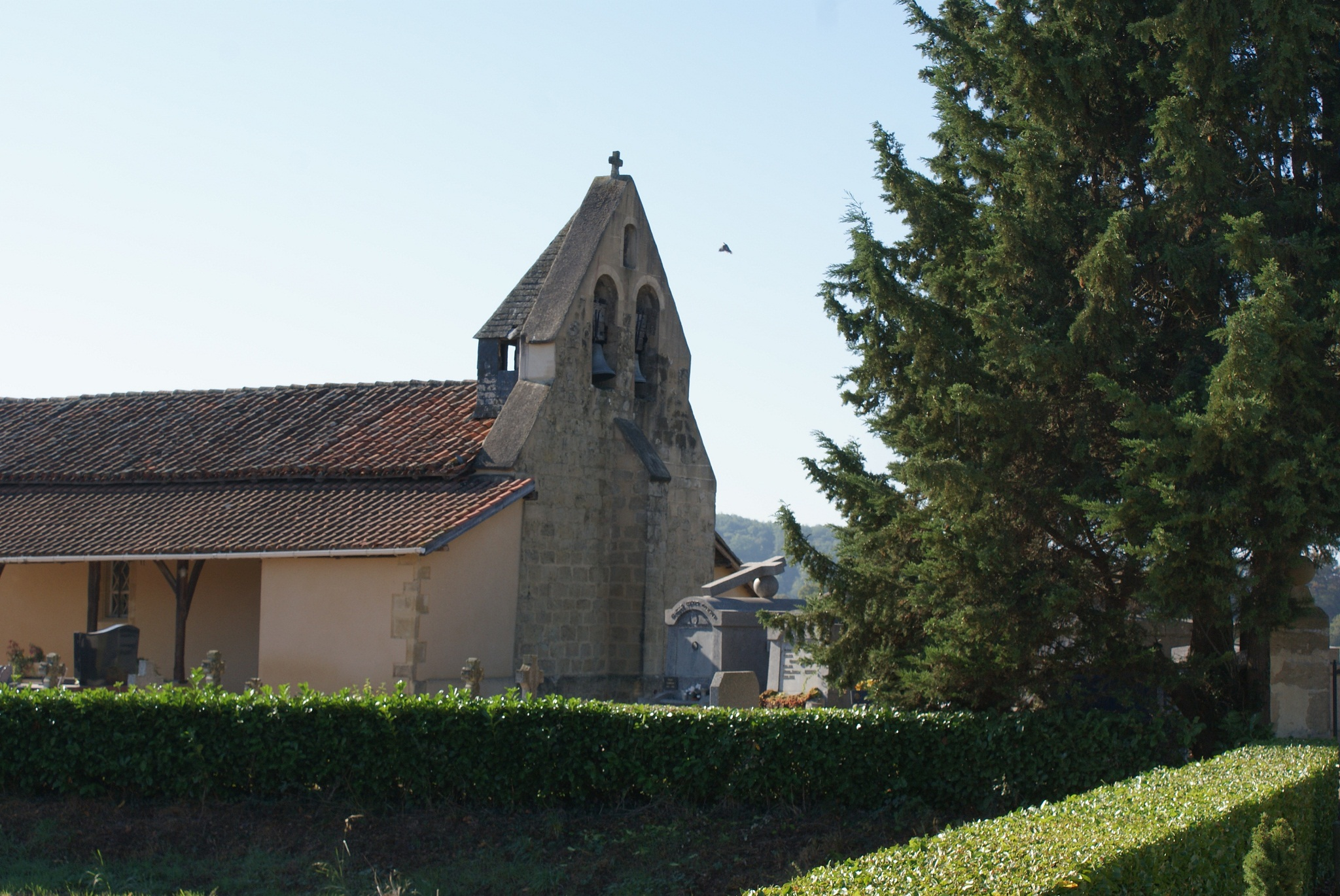
Церковь
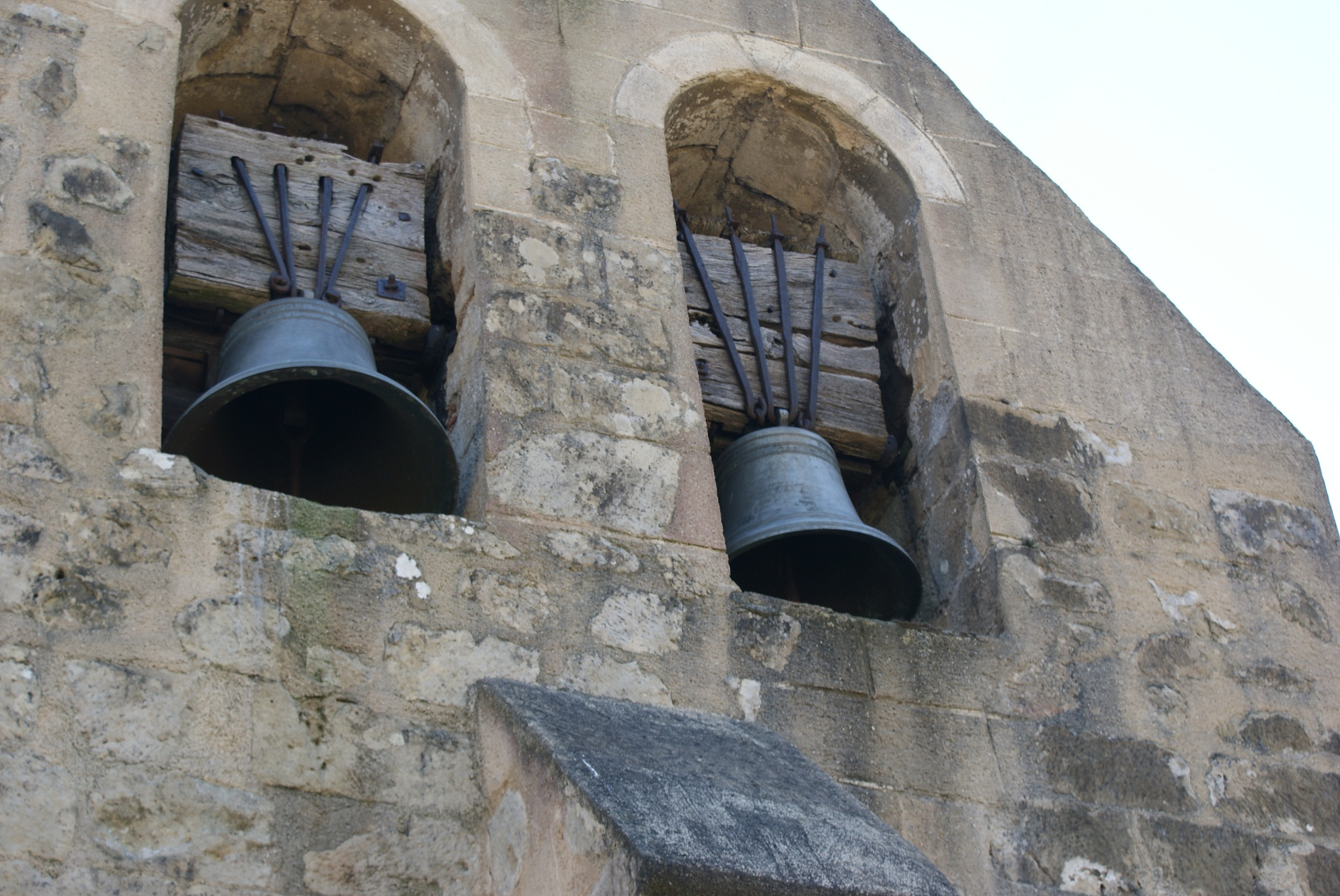
Колокольня
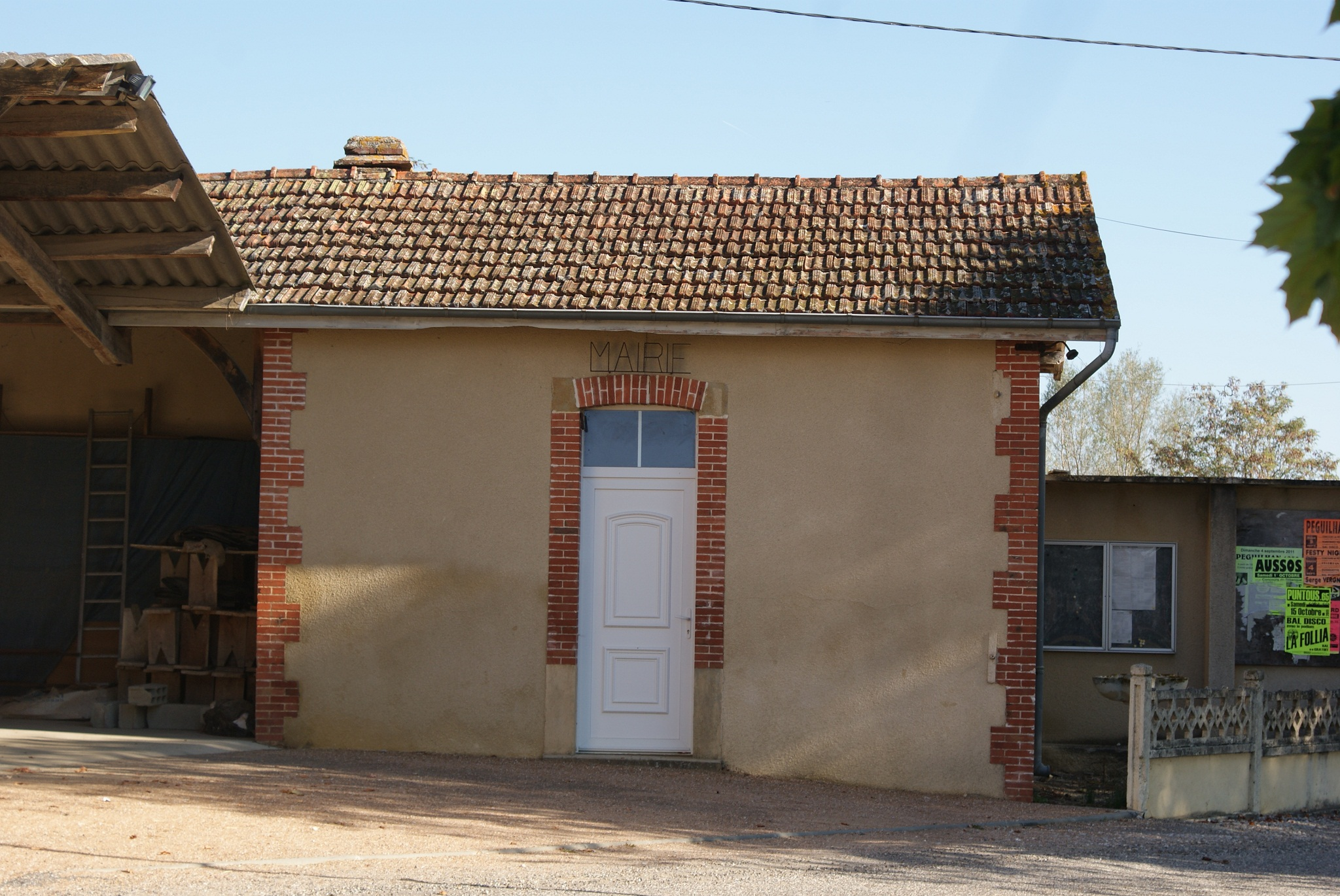
Мэрия
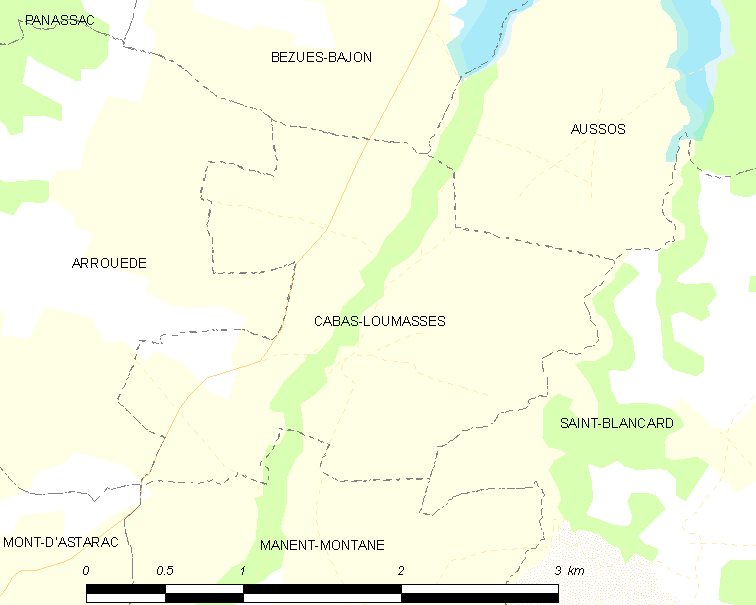
Карта коммуны